# ويرت ديكستر والكر
ويرت ديكستر والكر (بالإنجليزية: Wirt Dexter Walker)‏ هو محامي أمريكي، ولد في 1 سبتمبر 1860، وتوفي في 24 أبريل 1899.